# 2012年瑞典超级杯
2012年瑞典超级杯，为第6届瑞典超级杯足球赛，于2012年3月24日举行。参赛球队为2011年瑞典足球超级联赛冠军赫尔辛堡足球俱乐部，以及联赛亚军AIK索尔纳足球俱乐部（因为赫尔辛堡队同时获得联赛与2011年瑞典杯冠军）。最终，赫尔辛堡队获得冠军。

## 比赛
| 2012年3月24日 14:00 (UTC+1) |

| 赫尔辛堡           | 2 – 0  | AIK |
| ------------------ | ------ | --- |
| Bouaouzan 58', 70' | Report |     |

| 赫尔辛堡奥林匹亚体育场 觀眾人數：5,590 ：Markus Strömbergsson （瑞典） |